# Herräng
Herräng is een plaats in de gemeente Norrtälje in het landschap Uppland en de provincie Stockholms län in Zweden. De plaats heeft 443 inwoners (2005) en een oppervlakte van 181 hectare.
Elk jaar in juli wordt hier een vijf weken durend danskamp gehouden voor lindyhop, balboa en andere swingdansen.